# Tumua Anae
Tumua Anae, née le 16 octobre 1988 à Honolulu (Hawaï), est une joueuse américaine de water-polo. Elle évolue au poste de gardienne de but. Lors des Jeux olympiques d'été de 2012 elle a remporté la médaille d'or.

## Palmarès
- Jeux olympiques d'été de 2012
  -  médaille d'or au tournoi olympique